# Léguillac-de-Cercles
Léguillac-de-Cercles foi uma comuna francesa na região administrativa da Nova Aquitânia, no departamento Dordonha. Estendia-se por uma área de 22 km². Em 2010 a comuna tinha 301 habitantes (densidade: 13,7 hab./km²).
Em 1 de janeiro de 2017, passou a formar parte da nova comuna de Mareuil en Périgord.